# Hohenschwärz (Dinkelsbühl)
Hohenschwärz ist ein Gemeindeteil der Großen Kreisstadt Dinkelsbühl im Landkreis Ansbach (Mittelfranken, Bayern). Hohenschwärz liegt teils in der Gemarkung Langensteinbach, teils in der Gemarkung Neustädtlein.

## Geographie
Das Dorf liegt am Fuß des südlich gelegenen Riesenbergs (483 m ü. NHN) und ist weitestgehend von Acker- und Grünland umgeben. Im Osten liegt das Zellholz, 0,5 km südlich das Brandholz. Im Norden befindet sich ein Naturschutzgebiet, das den Gais- und Walkweiher umfasst. Eine Gemeindeverbindungsstraße führt zur Kreisstraße AN 45 (0,3 km nordwestlich) bzw. nach Radwang (1,1 km nordöstlich).

## Geschichte
Die Fraisch über Hohenschwärz war strittig zwischen dem oettingen-spielbergischen Oberamt Mönchsroth und der Reichsstadt Dinkelsbühl. Gegen Ende des 18. Jahrhunderts gab es 9 Anwesen (2 Güter, 7 Gütlein). Die Grundherrschaft über alle Anwesen hatte die katholische Kirchenpflege der Reichsstadt Dinkelsbühl.
Infolge des Gemeindeedikts wurde Hohenschwärz 1809 dem Steuerdistrikt Segringen und der Ruralgemeinde Wolfertsbronn zugewiesen. Am 1. Januar 1971 wurde Hohenschwärz im Zuge der Gebietsreform in Bayern nach Dinkelsbühl eingegliedert.

## Einwohnerentwicklung
| Jahr      | 001818 | 001840 | 001861 | 001871 | 001885 | 001900 | 001925 | 001950 | 001961 | 001970 | 001987 | 002015 |
| Einwohner | 66     | 61     | 105    | 122    | 101    | 93     | 75     | 112    | 115    | 108    | 139    | 146    |
| Häuser    | 9      | 10     |        |        | 18     | 21     | 18     | 19     | 20     |        | 32     |        |
| Quelle    | [ 10 ] | [ 11 ] | [ 12 ] | [ 13 ] | [ 14 ] | [ 15 ] | [ 16 ] | [ 17 ] | [ 18 ] | [ 19 ] | [ 20 ] | [ 1 ]  |

## Religion
Der Ort ist seit der Reformation evangelisch-lutherisch geprägt und bis heute nach St. Vinzenz (Segringen) gepfarrt. Die Katholiken sind nach St. Georg (Dinkelsbühl) gepfarrt.